# Chacarera
La chacarera è una danza folklorica tipica della zona Nord dell'Argentina. 
Nella sua versione più tradizionale viene suonata utilizzando chitarra, tamburo e violino, negli ultimi anni si è diffuso anche l'uso di altri strumenti musicali.
La base musicale che accompagna questo ballo può essere o esclusivamente strumentale oppure accompagnata da canti. La lingua di questi canti è lo spagnolo o il Quechua santiagueño, un dialetto tipico della provincia di Santiago del Estero.
Il ballo avviene in coppia però la coreografia si svolge all'interno di un gruppo di altri ballerini.

## Origine
L'origine di questo ballo non è certa e al riguardo non ci sono informazioni scritte. Le uniche fonti, per lo più orali, collocano l'origine della danza nella zona della città di Santiago del Estero.
Per le tipologie dei movimenti e il suono della musica, la chacarera risente dell'influenza di altre forme di ballo di origine indigena.
Originariamente si ballava nel campo, da qui si spiega anche l'origine del suo nome. Deriverebbe infatti da chacarero, vale a dire contadino, lavoratore dei campi. Dalle zone rurali poi, il ballo si diffuse lentamente anche nelle città.
Si ritiene che già dalla seconda metà del 1800 si ballasse nelle zone di Tucuman e Santiago del Estero. Quando poi, verso la seconda metà del 1900, molti migrarono dalle regioni agricole interne verso la provincia e la città di Buenos Aires, la chacarera divenne molto conosciuta anche nelle aree urbane.